# Kijotaka Kuroda
Kijotaka Kuroda (japonsky: 黒田 清隆; 9. listopadu 1840 Kagošima – 23. srpna 1900 Tokio) byl japonský politik a generál, v letech 1888–1889 premiér Japonska, v letech 1892–1895 ministr pošt, v letech 1887–1888 ministr obchodu a zemědělství. Mezi lety 1894 a 1900 předsedal tajné radě, neboli sboru poradců císaře (Súmicu-in).

## Život
Narodil se v samurajské rodině. Roku 1862 byl zapleten do incidentu v Namamugi, který vedlo k anglo-sacumské válce v roce 1863. Té se Kuroda také zúčastnil. Hned po válce odešel do Eda, kde studoval střelbu. Po návratu do Sacumy se podílel na svržení klanu Tokugawa (tzv. válka Bošin) a pomohl císaři uchopit moc.
Po válce, v éře Meidži, přesněji roku 1870, ho císař pověřil kolonizačním úsilím na Sachalinu a obranou tohoto ostrova před Rusy. Od roku 1871 stejnou roli sehrával na Hokkaidó, od roku 1874 byl ředitelem tamního kolonizačního úřadu. Během deseti let jeho řízení se počet obyvatel ostrova zečtyřnásobil. V důsledku toho se Hokkaidó stalo nezpochybňovanou součástí Japonska a bylo uchráněno před hrozbou ruského pronikání.
V roce 1875 byl jmenován vyslancem v Koreji a o rok později zde vyjednal kanghwaskou smlouvu (jež vyjadřovala snahu Japonců ovládnout korejský trh dříve, než tak učiní Evropané). V roce 1877 byl vyslán potlačit povstání v Sacumě. V roce 1878 se stal de facto vůdcem panství Sacuma po atentátu na Tošimičiho Ókuba.
V roce 1881 se stal ústřední postavou korupčního skandálu. V rámci vládního privatizačního programu se pokusil prodat aktiva kolonizačního úřadu na Hokkaidó obchodnímu konsorciu vytvořenému některými jeho přáteli. Když nápadně nízká cena unikla do tisku, vzbudilo to veřejné pobouření, načež musel být prodej zrušen. Ve stejném roce také Kurodova manželka zemřela na plicní chorobu, ale na základě zvěstí, že ji Kuroda zabil v opileckém vzteku, bylo tělo exhumováno a prozkoumáno. Kuroda byl zproštěn obvinění, ale zvěsti o jeho problémech s alkoholem přetrvaly. Roku 1884 přesto získal hraběcí titul.
Dva roky po zavedení klasické vlády v Japonsku (1885) byl do kabinetu prvně jmenován, jako ministr odpovědný za zemědělství i obchod. Roku 1888 se stal druhým ministerským předsedou v historii. Musel rezignovat na tuto funkci, když nedokázal revidovat nerovné smlouvy vnucené Japonsku západními mocnostmi. Poté ještě sloužil jako ministr odpovědný za komunikaci (pošty, telegrafy a telefony).